# Parexoediceros pirloti
Parexoediceros pirloti is een vlokreeftensoort uit de familie van de Oedicerotidae. De wetenschappelijke naam van de soort is voor het eerst geldig gepubliceerd in 1936 door Sheard.